# Stomacontion pepinii
Stomacontion pepinii är en kräftdjursart som först beskrevs av Stebbing 1888.  Stomacontion pepinii ingår i släktet Stomacontion och familjen Lysianassidae. Inga underarter finns listade i Catalogue of Life.